# Hansfordia triumfettae
Hansfordia triumfettae är en svampart som först beskrevs av Clifford George Hansford, och fick sitt nu gällande namn av S. Hughes 1951. Hansfordia triumfettae ingår i släktet Hansfordia, divisionen sporsäcksvampar och riket svampar.   Inga underarter finns listade i Catalogue of Life.